# Schi acrobatic la Jocurile Olimpice de iarnă din 2018 - sărituri (masculin)
Proba de schi acrobatic, sărituri masculin de la Jocurile Olimpice de iarnă din 2018 de la Pyeongchang, Coreea de Sud a avut loc pe 17 și 18 februarie 2018 la Pheonix Snow Park.

## Program
Orele sunt orele Coreei de Sud (ora României + 7 ore).
| Dată         | Ora         | Rundă      |
| ------------ | ----------- | ---------- |
| 17 februarie | 20:00–21:15 | Calificări |
| 18 februarie | 20:00–21:20 | Finală     |

## Calificări
Proba a avut loc pe 17 februarie și a început la ora 20:00.
| Loc | Număr de concurs | Nume                 | Țară                         | Scor   | Note |
| --- | ---------------- | -------------------- | ---------------------------- | ------ | ---- |
| 1   | 10               | Jonathon Lillis      | Statele Unite ale Americii   | 127,44 | C    |
| 2   | 5                | Qi Guangpu           | China                        | 126,70 | C    |
| 3   | 2                | Jia Zongyang         | China                        | 126,55 | C    |
| 4   | 15               | Stanislau Hladchenko | Belarus                      | 126,11 | C    |
| 5   | 16               | Pavel Krotov         | Sportivii Olimpici ai Rusiei | 124,89 | C    |
| 6   | 8                | Olivier Rochon       | Canada                       | 124,34 | C    |
| 7   | 25               | Dimitri Isler        | Elveția                      | 123,98 |      |
| 8   | 7                | Ilya Burov           | Sportivii Olimpici ai Rusiei | 123,98 |      |
| 9   | 6                | Oleksandr Abramenko  | Ucraina                      | 123,01 |      |
| 10  | 13               | Wang Xindi           | China                        | 121,24 |      |
| 11  | 3                | Anton Kushnir        | Belarus                      | 120,80 |      |
| 12  | 1                | Maxim Burov          | Sportivii Olimpici ai Rusiei | 117,65 |      |
| 13  | 27               | Noe Roth             | Elveția                      | 116,06 |      |
| 14  | 26               | Mischa Gasser        | Elveția                      | 113,72 |      |
| 15  | 18               | David Morris         | Australia                    | 112,83 |      |
| 16  | 14               | Liu Zhongqing        | China                        | 107,08 |      |
| 17  | 12               | Naoya Tabara         | Japonia                      | 103,98 |      |
| 18  | 4                | Maxim Gustik         | Belarus                      | 92,92  |      |
| 19  | 30               | Ildar Badrutdinov    | Kazahstan                    | 89,18  |      |
| 20  | 28               | Nicolas Gygax        | Elveția                      | 88,29  |      |
| 21  | 9                | Lewis Irving         | Canada                       | 87,17  |      |
| 22  | 17               | Eric Loughran        | Statele Unite ale Americii   | 86,28  |      |
| 23  | 11               | Mac Bohonnon         | Statele Unite ale Americii   | 85,97  |      |
| 24  | 29               | Lloyd Wallace        | Marea Britanie               | 73,06  |      |
| 25  | 19               | Stanislav Nikitin    | Sportivii Olimpici ai Rusiei | 70,59  |      |

## Calificări 2
Proba a avut loc pe 17 februarie și a început la ora 20:45.
| Loc | Număr de concurs | Nume                | Țară                         | Runda 1 | Runda 2 | Cel mai bun rezultat | Note |
| --- | ---------------- | ------------------- | ---------------------------- | ------- | ------- | -------------------- | ---- |
| 1   | 7                | Ilya Burov          | Sportivii Olimpici ai Rusiei | 123,98  | 126,55  | 126,55               | C    |
| 2   | 18               | David Morris        | Australia                    | 112,83  | 124,89  | 124,89               | C    |
| 3   | 25               | Dimitri Isler       | Elveția                      | 123,98  | 88,94   | 123,98               | C    |
| 4   | 6                | Oleksandr Abramenko | Ucraina                      | 123,01  | 123,08  | 123,08               | C    |
| 4   | 14               | Liu Zhongqing       | China                        | 107,08  | 123,08  | 123,08               | C    |
| 6   | 26               | Mischa Gasser       | Elveția                      | 113,72  | 121,72  | 121,72               | C    |
| 7   | 3                | Anton Kushnir       | Belarus                      | 120,80  | 121,27  | 121,27               |      |
| 8   | 13               | Wang Xindi          | China                        | 121,24  | 96,38   | 121,24               |      |
| 9   | 1                | Maxim Burov         | Sportivii Olimpici ai Rusiei | 117,65  | 116,37  | 117,65               |      |
| 10  | 27               | Noe Roth            | Elveția                      | 116,06  | 116,64  | 116,64               |      |
| 11  | 11               | Mac Bohonnon        | Statele Unite ale Americii   | 85,97   | 112,39  | 112,39               |      |
| 12  | 19               | Stanislav Nikitin   | Sportivii Olimpici ai Rusiei | 70,59   | 111,06  | 111,06               |      |
| 13  | 12               | Naoya Tabara        | Japonia                      | 103,98  | 78,73   | 103,98               |      |
| 14  | 29               | Lloyd Wallace       | Marea Britanie               | 73,06   | 100,03  | 100,03               |      |
| 15  | 30               | Ildar Badrutdinov   | Kazahstan                    | 89,18   | 94,47   | 94,47                |      |
| 16  | 4                | Maxim Gustik        | Belarus                      | 92,92   | 89,14   | 92,92                |      |
| 17  | 28               | Nicolas Gygax       | Elveția                      | 88,29   | 88,92   | 88,92                |      |
| 18  | 9                | Lewis Irving        | Canada                       | 87,17   | 78,73   | 87,17                |      |
| 19  | 17               | Eric Loughran       | Statele Unite ale Americii   | 86,28   | 72,40   | 86,28                |      |

## Rezultate finală
Proba a avut loc pe 18 februarie și a început la ora 20:00.
| Loc | Număr de concurs | Nume                 | Țară                         | Runda 1 | Loc | Runda 2      | Loc          | Runda 3      | Loc          |
| --- | ---------------- | -------------------- | ---------------------------- | ------- | --- | ------------ | ------------ | ------------ | ------------ |
| 1   | 6                | Oleksandr Abramenko  | Ucraina                      | 125,67  | 3   | 125,79       | 4            | 128,51       | 1            |
| 2   | 2                | Jia Zongyang         | China                        | 118,55  | 9   | 128,76       | 1            | 128,05       | 2            |
| 3   | 7                | Ilya Burov           | Sportivii Olimpici ai Rusiei | 122,13  | 6   | 123,53       | 6            | 122,17       | 3            |
| 4   | 16               | Pavel Krotov         | Sportivii Olimpici ai Rusiei | 126,11  | 2   | 124,89       | 5            | 103,17       | 4            |
| 5   | 8                | Olivier Rochon       | Canada                       | 125,67  | 4   | 128,05       | 2            | 98,11        | 5            |
| 6   | 15               | Stanislau Hladchenko | Belarus                      | 123,01  | 5   | 126,70       | 3            | 92,61        | 6            |
| 7   | 5                | Qi Guangpu           | China                        | 127,44  | 1   | 122,17       | 7            | Nu a avansat | Nu a avansat |
| 8   | 10               | Jonathon Lillis      | Statele Unite ale Americii   | 121,68  | 7   | 95,47        | 8            | Nu a avansat | Nu a avansat |
| 9   | 14               | Liu Zhongqing        | China                        | 119,47  | 8   | 94,57        | 9            | Nu a avansat | Nu a avansat |
| 10  | 18               | David Morris         | Australia                    | 111,95  | 10  | Nu a avansat | Nu a avansat | Nu a avansat | Nu a avansat |
| 11  | 26               | Mischa Gasser        | Elveția                      | 99,12   | 11  | Nu a avansat | Nu a avansat | Nu a avansat | Nu a avansat |
| 12  | 25               | Dimitri Isler        | Elveția                      | 97,79   | 12  | Nu a avansat | Nu a avansat | Nu a avansat | Nu a avansat |